# Vrouwenmarathon van Tokio 1993
De Vrouwenmarathon van Tokio 1993 was een marathon voor eliteloopsters op zondag 21 november 1993. In deze vijftiende editie van de Tokyo International Women's Marathon kwam de Russische Valentina Jegorova als eerste over de streep, in 2:26.40. De wedstrijd ging tevens om het Japans kampioenschap en deze titel werd gewonnen door Mari Tanigawa, die als tweede finishte in 2:28.22.

## Uitslagen
| rang   | naam                 | land | tijd    |
| ------ | -------------------- | ---- | ------- |
| Goud   | Valentina Jegorova   | RUS  | 2:26.40 |
| Zilver | Mari Tanigawa        | JPN  | 2:28.22 |
| Brons  | Katrin Dörre         | GER  | 2:28.52 |
| 4      | Madina Biktagirova   | BLR  | 2:31.32 |
| 5      | Eriko Asai           | JPN  | 2:31.34 |
| 6      | Anna Rybicka         | POL  | 2:32.00 |
| 7      | Carmen deOliveira    | BRA  | 2:32.26 |
| 8      | Alina Ivanova        | RUS  | 2:35.16 |
| 9      | Jin-jing Shang       | CHN  | 2:37.09 |
| 10     | Naomi Yoshizawa      | JPN  | 2:37.29 |
| 11     | Emebet Ambossa       | ETH  | 2:43.30 |
| 12     | Midori Daigo         | JPN  | 2:43.45 |
| 13     | Emi Saegusa          | JPN  | 2:44.26 |
| 14     | Akiko Sugiura        | JPN  | 2:44.31 |
| 15     | Noriko Suzuki        | JPN  | 2:44.33 |
| 16     | Yoshiko Hirohama     | JPN  | 2:45.41 |
| 17     | Akiyo Goto           | JPN  | 2:45.59 |
| 18     | Chie Matsuda         | JPN  | 2:46.21 |
| 19     | Hiroe Tanikawa       | JPN  | 2:46.59 |
| 20     | Fikirte Woldemichael | ETH  | 2:49.59 |
| 22     | Mie Honda            | JPN  | 2:51.51 |
| 23     | Mary O'connor        | NZL  | 2:53.07 |
| 24     | Keiko Kaneko         | JPN  | 2:53.10 |

Tokyo International Marathon (alleen mannen)

1981 · 1982 · 1983 · 1984 · 1985 · 1986 · 1987 · 1988 · 1989 · 1990 · 1991 · 1992 · 1993 · 1994 · 1995 · 1996 · 1997 · 1998 · 1999 · 2000 · 2001 · 2002 · 2003 · 2004 · 2005 · 2006

Tokyo International Women's Marathon (alleen vrouwen)

1979 · 1980 · 1981 · 1982 · 1983 · 1984 · 1985 · 1986 · 1987 · 1988 · 1989 · 1990 · 1991 · 1992 · 1993 · 1994 · 1995 · 1996 · 1997 · 1998 · 1999 · 2000 · 2001 · 2002 · 2003 · 2004 · 2005 · 2006 · 2007 · 2008

Tokyo Marathon (beide)

2007 · 2008 · 2009 · 2010 · 2011 · 2012 · 2013 · 2014 · 2015 · 2016 · 2017 · 2018 · 2019 · 2020 · 2021 · 2022 · 2023 · 2024